# Liste der Baudenkmäler in Eisingen (Bayern)
Auf dieser Seite sind die Baudenkmäler in der unterfränkischen Gemeinde Eisingen zusammengestellt. Diese Tabelle ist eine Teilliste der Liste der Baudenkmäler in Bayern. Grundlage ist die Bayerische Denkmalliste, die auf Basis des Bayerischen Denkmalschutzgesetzes vom 1. Oktober 1973 erstmals erstellt wurde und seither durch das Bayerische Landesamt für Denkmalpflege geführt wird. Die folgenden Angaben ersetzen nicht die rechtsverbindliche Auskunft der Denkmalschutzbehörde.
 Diese Liste gibt den Fortschreibungsstand vom 15. April 2020 wieder und enthält 3 Baudenkmäler.

## Baudenkmäler in Eisingen
| Lage                                | Objekt                               | Beschreibung | Akten-Nr.             | Bild           |
| ----------------------------------- | ------------------------------------ | --- | --------------------- | -------------- |
| Schulstraße 2 (Standort)            | Bildstock                            | Reliefaufsatz mit Dreifaltigkeit und Kreuzbekrönung, auf Säule über Postament mit Inschrift, Sandstein, bezeichnet 1815                                                           | D-6-79-126-3 Wikidata | BW             |
| Pfarrer-Henninger-Weg 13 (Standort) | Katholische Pfarrkirche St. Nikolaus | neuromanischer Saalbau mit eingezogenem Chor und Chorflankenturm mit Pyramidendach, Turmuntergeschosse vom Vorgängerbau, von Johann Gottfried Gutensohn, 1836/38; mit Ausstattung | D-6-79-126-2 Wikidata | weitere Bilder |
| Röthe (Standort)                    | Bildstock                            | Holz, mit geschnitzter „Schönstatt-Madonna“ und rechteckigem Schaft, von Michael Körner, 1935/36                                                                                  | D-6-79-126-1 Wikidata | BW             |